# Cleptomyces lagerheimianus
Cleptomyces lagerheimianus är en svampart som först beskrevs av Dietel, och fick sitt nu gällande namn av Joseph Charles Arthur 1918. Cleptomyces lagerheimianus ingår i släktet Cleptomyces och familjen Pucciniaceae.   Inga underarter finns listade i Catalogue of Life.